# اوبه‌گیمون
اوبه‌گیمون (به فرانسوی: Aubéguimont) یک کمون در فرانسه است که در canton of Aumale واقع شده‌است. اوبه‌گیمون ۴٫۸۵ کیلومتر مربع مساحت دارد ۲۱۱ متر بالاتر از سطح دریا واقع شده‌است.